# Veilbronn

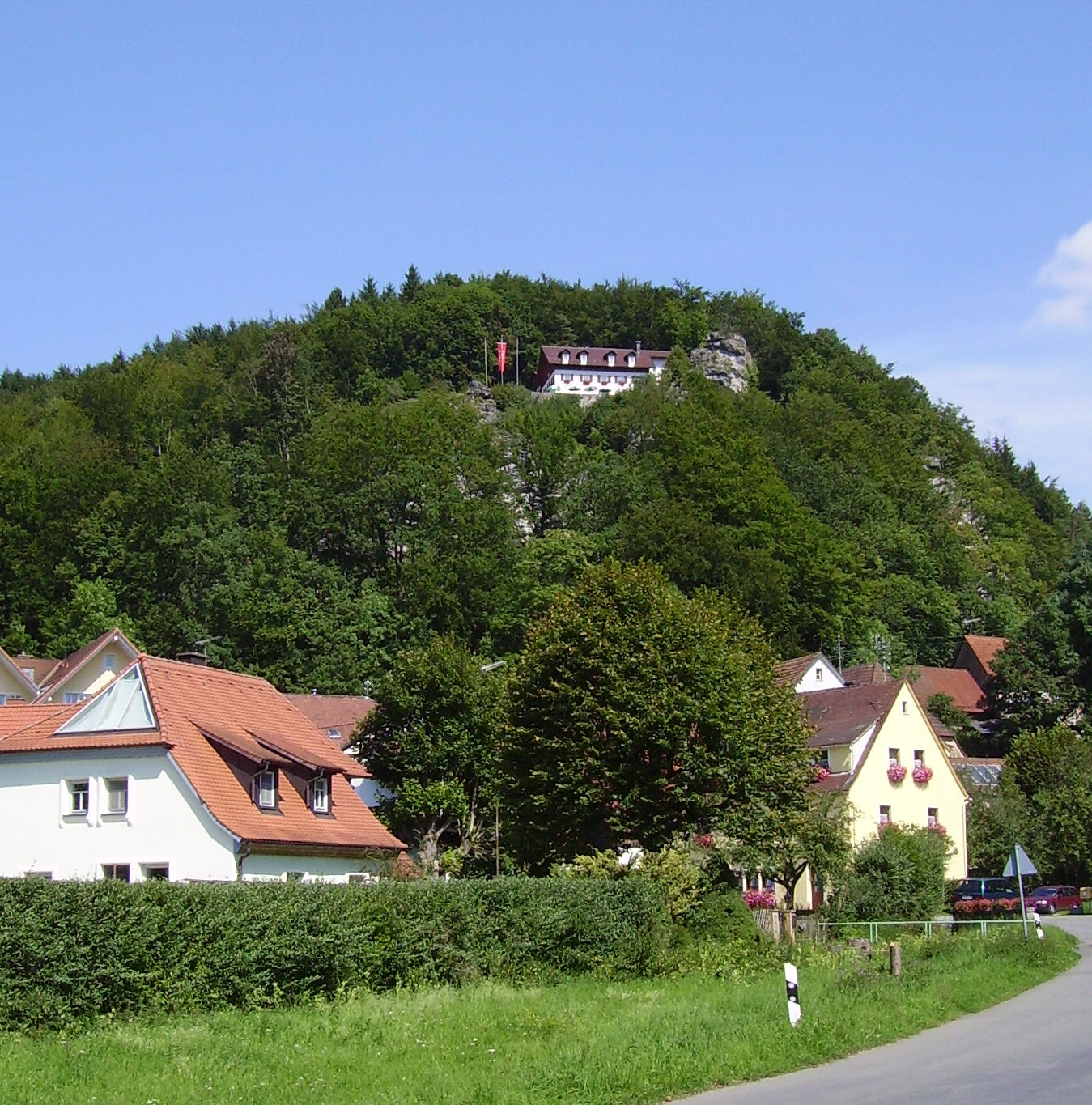
Dorfansicht

Veilbronn (bambergisch: Fallbrunn) ist ein Gemeindeteil des Marktes Heiligenstadt i.OFr. im oberfränkischen Landkreis Bamberg in Bayern und ein Ferienort.

## Lage
Das Dorf liegt drei Kilometer südlich von Heiligenstadt im Leinleitertal, dem Tal des Leinleiterbaches, eines Zuflusses der Wiesent, der westlich vorbeifließt. Auch die Staatsstraße 2187 passiert im Flusstal den Ort.

## Geschichte

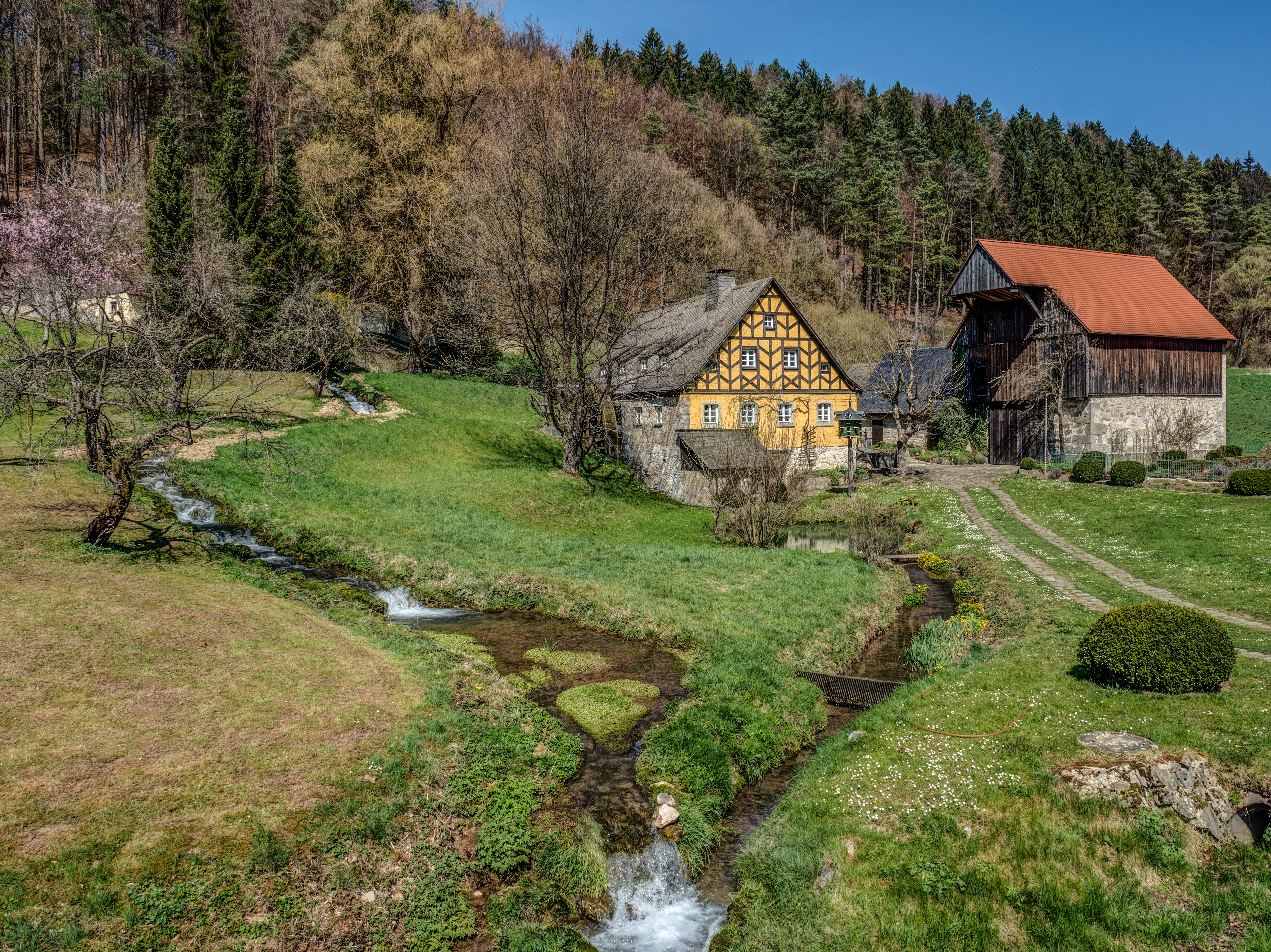
Schulmühle in Veilbronn

Veilbronn war nie ein richtiges Bauerndorf. Die zu Siegritz gehörende Flur wird seit dem Verfall des Ritterguts von Bauern der umliegenden Juradörfer bestellt. Die Einwohner des Dorfes haben sich früh am Tourismus orientiert. Heute ist Veilbronn mit zwei Hotels, dem Naturfreundehaus und Ferienwohnungen das Tourismuszentrum der Gemeinde.
Der Bamberger Privatgelehrte Joseph Heller schildert Veilbronn in seiner Beschreibung des Muggendorfer Gebirges im Jahr 1829 folgendermaßen:
„Veilbrunn, Bambergisch, Protestantisch, liegt an der Leinleiter sehr romantisch zwischen Felsen im Landgericht Ebermannstadt und gehört zum Teil zum Seckendorffischen Patrimonialgericht Unterleinleiter.
Der Ort hat 12 Häuser 70 Einwohner, ein Schenkhaus, eine Baumwollspinnerei, welche sich im Schlosse befindet und durch eine Maschine getrieben wird und eine Mahlmühle. Der Ort gehörte bis 1. 5. 30 den v. Künsfeld, das Schloß wurde 1525 im Bauernkriege zerstört, aber bald darauf wieder hergestellt. Nachher kamen die Besitzungen an die Edlen v. Streitberg, welche mit Hans Wilhelm 1690 erloschen.“

## Sport

Totensteine bei Veilbronn

In der Nähe von Veilbronn befinden sich viele Felswände, die schon seit Jahrzehnten zum Klettern benutzt werden, so die Adlersteiner Nadel, die Delago-Gedenkwand, die Fürther Wand, die Leo-Maduschka-Gedenkwand, der Totenstein, die Totensteinwände und die Veilbronner Wand. Oberhalb des letztgenannten Felsens befindet sich das Naturfreundehaus.